# Р-147

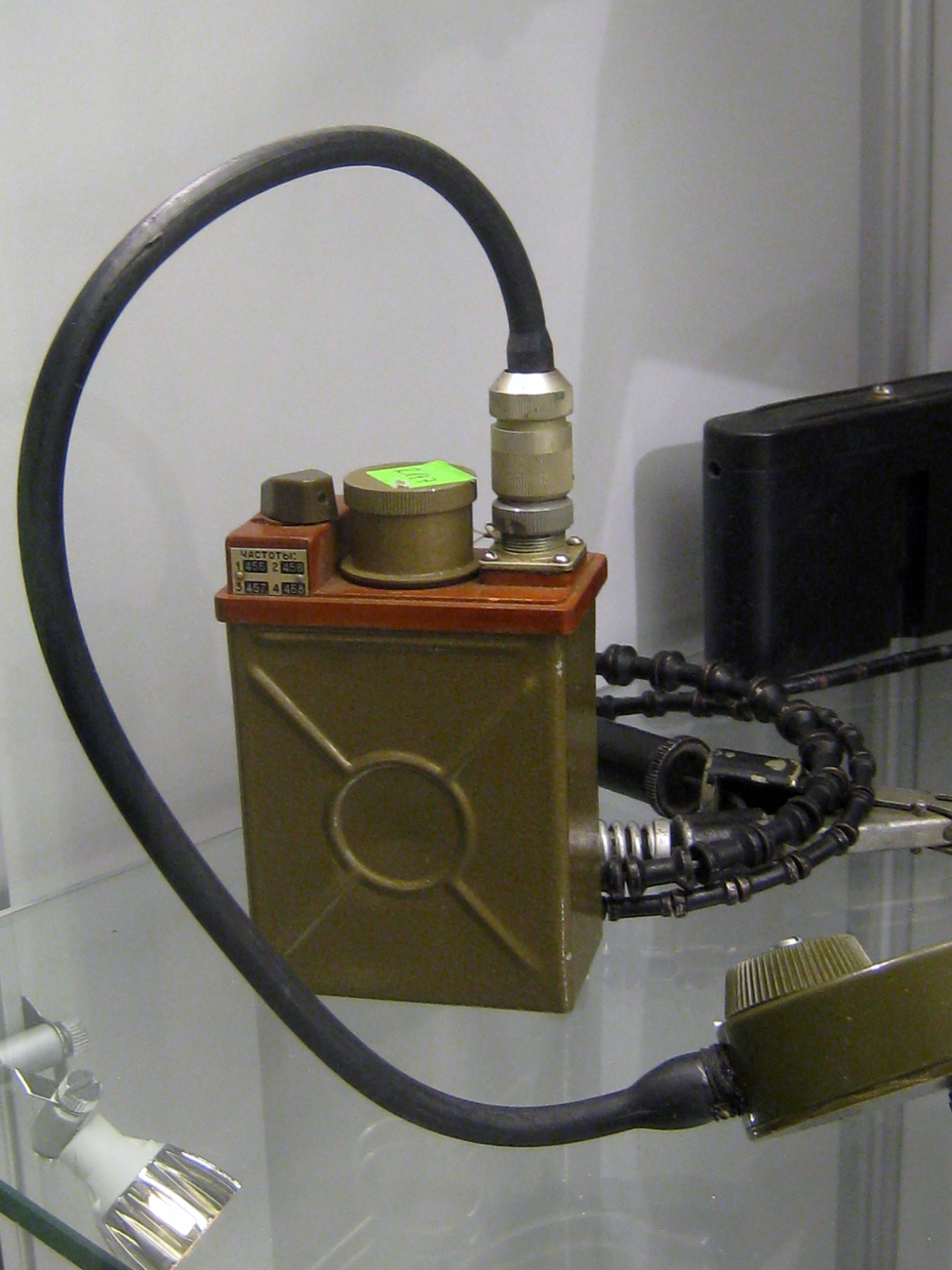
Р-147

Р-147 («Акция») — советская малогабаритная носимая УКВ радиостанция для связи в низовом звене управления Вооруженных Сил (солдат-отделение-взвод). На вооружении с начала 1970-х гг. Одна из самых миниатюрных советских раций военного назначения.

## Технические характеристики
Радиостанция приемо-передающая, трансиверная, телефонная с частотной модуляцией, обеспечивает симплексную беспоисковую бесподстроечную двустороннюю связь. Выполнена на транзисторах и гибридных микросхемах. Работает на фиксированных частотах с кварцевой стабилизацией. Приемная часть — супергетеродин с двойным преобразованием частоты.
- Количество каналов — 4. Рации выпускались в 26 сериях, которые отличались рабочими частотами каналов. Все частоты лежат в диапазоне 44–52 МГц, интервал между каналами — 100 кГц.
- Дальность связи с однотипной станцией — до 1 км.
- Выходная мощность передатчика при напряжении питания 7 В — не ниже 130 мВт.
- Потребляемый ток при напряжении питания 7 В, не более — 70 мА (передатчик), 20 мА (приемник).
- Источник питания — ртутно-цинковая батарея «Акция» 6РЦ83 напряжением 6,0–7,5 В, или любой внешний источник напряжением 6–8 В при токе не менее 75 мА (в комплект входит кабель для его подключения). Время работы от батареи при соотношении времени приема и передачи 3:1 — не менее 12 часов.
- Габариты — 77×120×45 мм.
- Масса рабочего комплекта без источника питания — не более 680 г.

В рабочий комплект входят:
- приемопередатчик;
- микротелефонная гарнитура с микрофоном, прижимающимся к щеке оператора (так называемый щекофон, позволяет работать и в противогазе), и манипулятором с органами управления;
- антенна с полотном из профилированной металлической ленты длиной 620 мм;
- антенная надставка («звездочка»). Надставка устанавливается на верхушке антенны для увеличения дальности связи до 700–1 000 м;
- источник питания.

Радиостанция переносится в матерчатой сумочке на ремне через плечо или на шее. Антенна крепится к кронштейну щекофона или к головному убору.
Радиостанция может эксплуатироваться при температурах от 0 до +50°С (с внешним источником питания — от —10°), при относительной влажности воздуха до 98 % при 35°С, при вибрации с частотой до 80 Гц и ускорением до 4g. При отрицательных температурах приемопередатчик предписано носить под верхней одеждой. Гарнитура работоспособна при температурах от —40 до +50°С.

### Р-147П
Р-147П — радиоприемник, по конструкции и характеристикам аналогичный приемному тракту Р-147. Предназначен для односторонней связи.